# Axel Herrlin

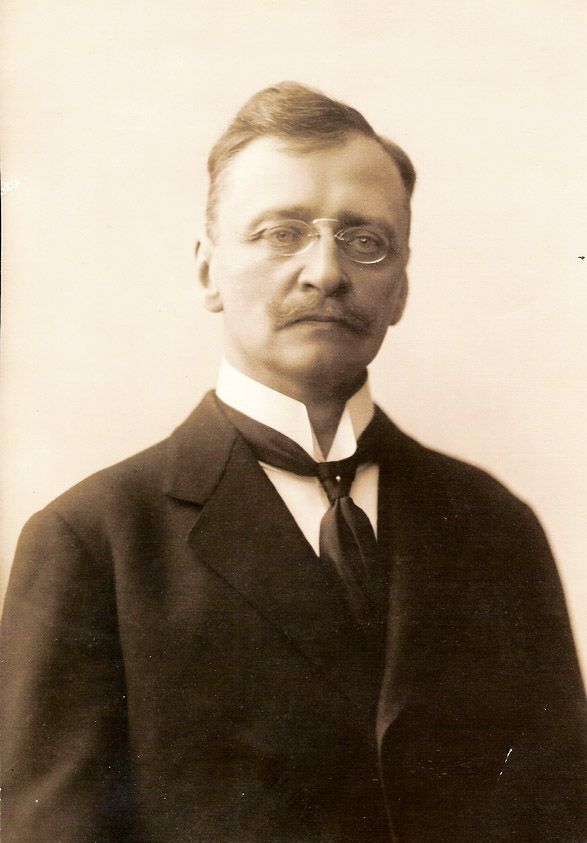
Axel Herrlin.

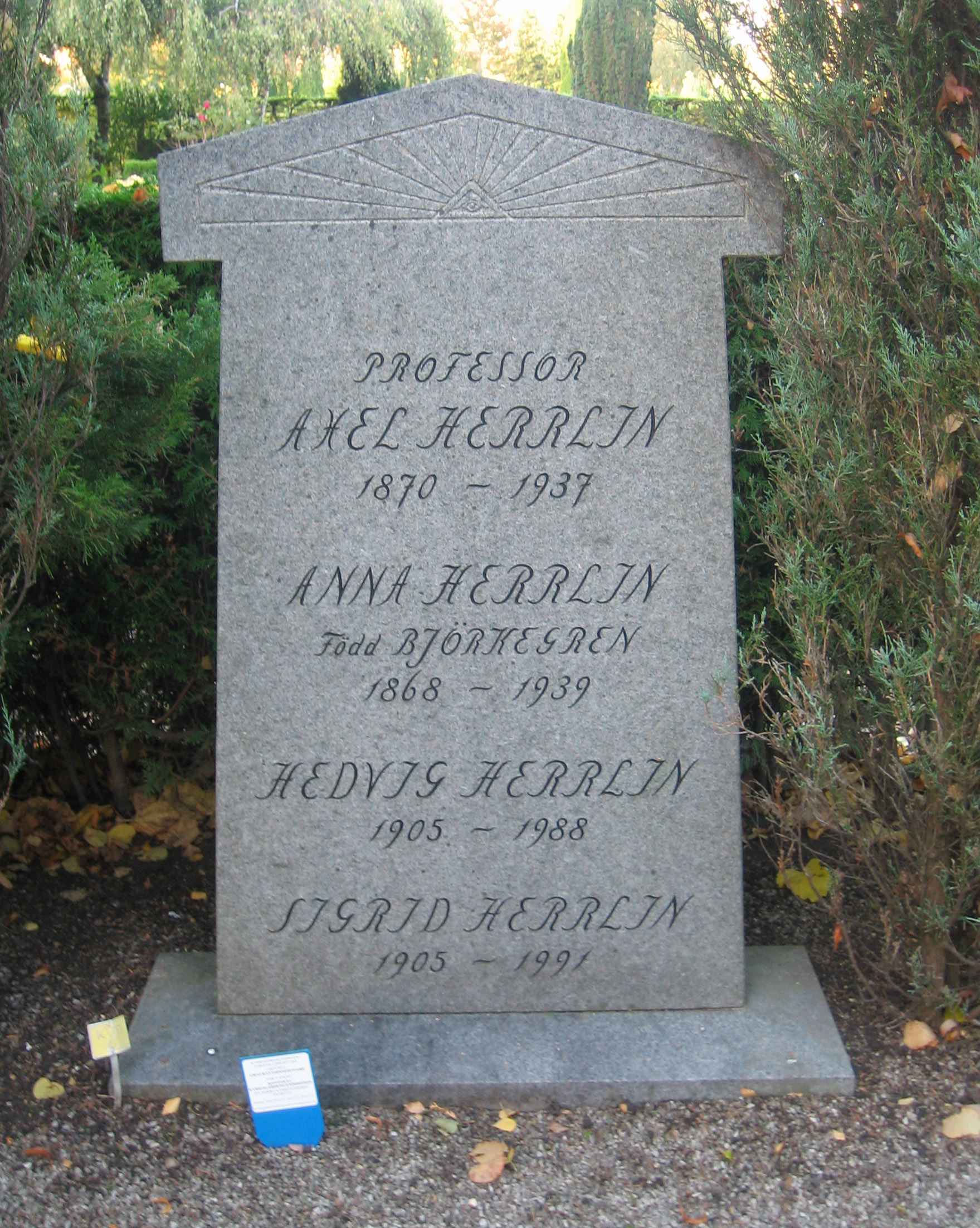
Axel Herrlins grav på Norra kyrkogården i Lund.

Per Axel Samuel Herrlin, född i Östra Vemmenhög på Söderslätt den 30 mars 1870, död 10 oktober 1937, var en svensk filosof, pedagog och professor.

## Biografi
Herrlin blev student vid Lunds universitet 1887 och var där engagerad i den radikala diskussionsföreningen D.U.G.. Han blev filosofie kandidat 1889, filosofie licentiat 1891 och promoverades 1892 till filosofie doktor efter försvar av avhandlingen Studier i Nicolaus’ af Cues filosofi, med särskildt afseende på dess historiska betydelse. Han förordnades samma år till docent i teoretisk filosofi vid Lunds universitet. 1906 förflyttades han i samma egenskap till Göteborgs högskola. Från och med 1906 var Herrlin examinator i pedagogik samt förestod den teoretiska provårskursen i Lund 1901-1906 och i Göteborg 1910-1912. Vid Karolinska institutets 100-årsfest 1910 kreerades han till medicine hedersdoktor. 1911 erhöll han professors namn och kallades 1912 till innehavare av den nyinrättade professuren i psykologi och pedagogik vid Lunds universitet. 
Herrlin hade god kontakt med August Strindberg och Bengt Lidforss. Filosofen Hans Larsson skrev en bok om honom.
Herrlins föräldrar var kyrkoherden Magnus Christian Herrlin och Anna Carolina Maria Norén. Han var bror till Magnus och Johannes Herrlin samt kusin till Magnus Herrlin. Herrlin var gift med Anna Herrlin (1868-1939), född Björkegren.
Herrlin ligger begraven på Norra kyrkogården i Lund.

## Forskning
Herrlins vetenskapliga produktion omspänner vitt skilda forskningsområden. Filosofin fängslade alltid hans intresse, och en hel rad av avhandlingar vittnar om hans omfattande och grundliga filosofiska bildning. Hans doktorsavhandling behandlar den Cusanska filosofins anknytningspunkter till äldre filosofers läror samt dess betydelse för senare filosofer, såsom Giordano Bruno, Spinoza och Kant. Den är en typisk exponent för den Herrlinska forskningsmetoden, som går ut på att uppvisa kontinuiteten i och relationerna mellan de allmänt kulturella och filosofiska företeelserna under klargörande av utvecklingshistoriska sammanhang. 
Även i sina senare filosofiska arbeten, som Renässansens etik (1897-1901), Till ändamålsbegreppets historik och De klassiska riktlinjerna för Kants filosofiska utveckling, tillämpade Herrlin kontinuitetssynpunkten vid sina forskningar. Sistnämnda arbete, som med anledning av Kant-jubileet utkom 1924, betecknade Herrlin själv som ett försök att finna koordinaterna för en tankegeometrisk orientering. Till försvar för en empirisk uppfattning av filosofin utgav Herrlin den kritiska skriften Filosofi och fackvetenskap, vari han hävdar åsikten att filosofin i förhållande till de olika fackvetenskaperna inte är en artskild utan endast gradskild disciplin.
Inom ämnena psykologi och pedagogik var Herrlins insatser omfattande. Han var den förste i Sverige att införa experimentalpsykologiska forskningsmetoder och gav därvid psykologin en naturvetenskaplig och medicinsk inriktning. Han sysselsatte sig med flera problem på gränsområdet mellan psykologi och psykiatri. I arbetet Själslivets underjordiska värld har han sålunda behandlat spörsmålet om "omedvetna" eller "undermedvetna" själstillstånd med särskild hänsyn till spiritismens och ockultismens forskningsrön. Snille och själsjukdom (1903) är ett annat psykologiskt arbete vari Herrlin behandlar några av det patologiska själslivets intressantaste fenomen under framhållande av deras betydelse för tolkningen av det normala och "övernormala" själslivets problem. Genom arbetet Tillräknelighet och själssjukdom har han lämnat ett bidrag till frågan om straffrättens psykologiska förutsättningar, medan Själsbegreppets utveckling i myt och vetenskap utgör en psykologisk begreppsanalys mot kulturhistorisk bakgrund.
Senare i livet utarbetade Herrlin, på offentligt uppdrag, en redogörelse för de psykotekniska prövningsmetoder som i utlandet anställdes på flygaraspiranter, samt på grundval av experiment vid Lunds universitets psykologiska institution avgivit förslag angående dylika prövningars praktiska utförande. 
Herrlins Minnet och dess pedagogiska problem behandlar ett av den pedagogiska psykologiens områden. Här redogjorde Herrlin för 1910-30-talens experimentalpsykologiska rön på minnesforskningens område och lämnade därjämte många bidrag till de behandlade problemens belysning.